# Büntetőeljárás Donald Trump ellen titkos dokumentumok illetéktelen kezelésének vádjával
A United States v. Donald J. Trump and Waltine Nauta (hivatalos név) folyamatban lévő szövetségi eljárás Donald Trump amerikai elnök ellen, amit annak következtében indítottak, hogy a volt elnök otthonában titkosított dokumentumokat találtak. A vádesküdtszék vádemelését 2023. június 8-án hozták nyilvánosságra, az Egyesült Államok Körzeti Bíróságán, Florida déli körzetében. A 40 (az első vádemelés idején 37) vádpont közül harmincegy a kémtörvény megszegésével kapcsolatos.
Az ügyben Waltine Nauta és Carlos De Oliveira is érintett, a korábbi ellen hat pontban emeltek vádat. Trumpot június 13-án, Nautát július 12-én helyezték vád alá, majd augusztus 10-én további vádakat emeltek ellenük. De Oliveira ellen az eljárás szintén augusztus 10-én kezdődött meg. Mind tagadták bűnösségüket, a tárgyalás időpontját a bíró, akit még Trump nevezett ki 2020-ban, 2024. május 20-ra helyezte, majd később elhalasztották.
2024. július 15-én Aileen Cannon bíró úgy döntött, hogy az ügynek nincs alapja, mivel Jack Smith kinevezése alkotmányellenes volt. A döntést valószínűleg fellebbezni fogják.
Trump 2024 novemberi megválasztását követően az igazságügyi minisztérium fontolgatta, hogy hogyan zárja le az ügyet, tekintettel arra, hogy Trump elnökként nem engedi a vádemelés folytatását. Ha az folytatódna, az Igazságügyi Minisztérium Jogtanácsosi Irodájának saját protokollja szerint kellene döntenie arról, hogy indít-e eljárást a megválasztott elnök ellen. Meglévő protokollja szerint nem vádolják a hivatalban lévő elnököket.

## Háttér

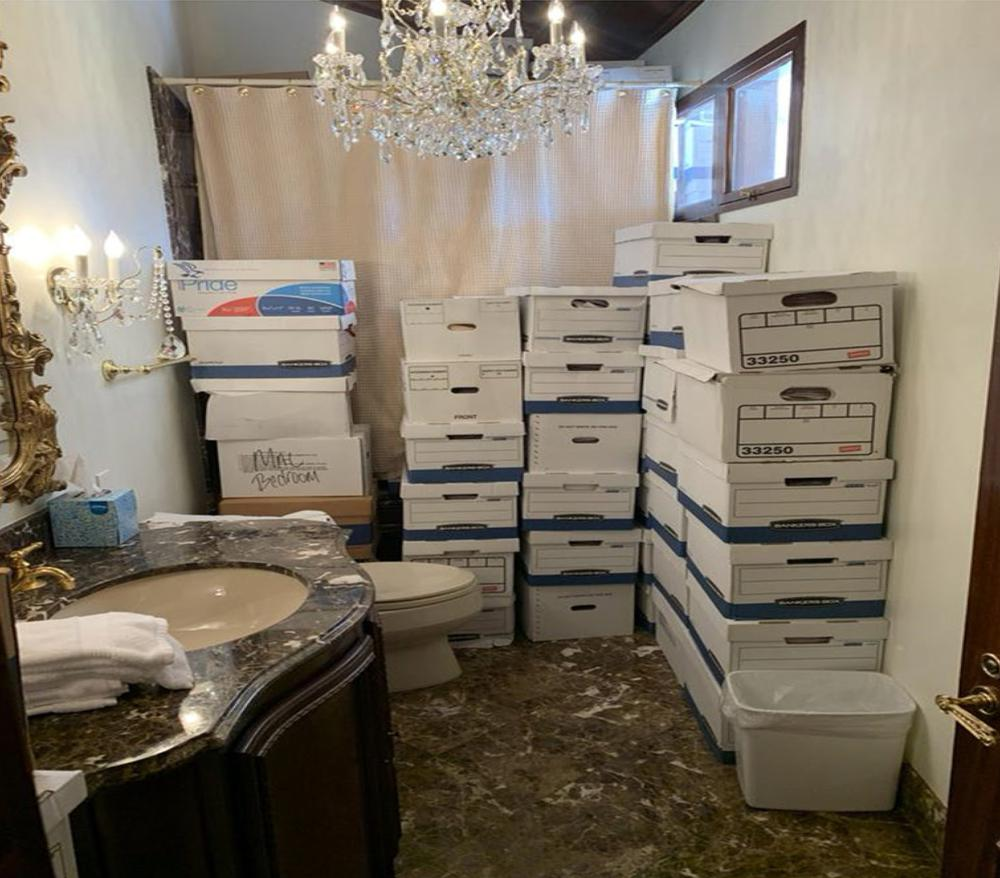
Dokumentumok a Mar-a-Lago egyik fürdőszobájában

Az Egyesült Államok törvényei szerint minden elnöki dokumentumot át kell adni a Nemzeti Archívumnak (NARA) egy vezető elnökségének utolsó napjáig. Trump hivatala 2021 januárjában ért véget. 2021 májusában került a NARA tudomására, hogy nem érkezett meg minden dokumentum, aminek kellett volna és felszólították az elnököt, hogy küldje vissza a Mar-a-Lago rezidencián kikötött dokumentumait.
Azt követően, hogy ezekre a kérésekre Trump sokadszorra se válaszolt, a NARA 15 doboznyi dokumentumot vissza tudott szerezni, majd felfedezték, hogy ezekben a dobozokban voltak titkosította dokumentumok is és ezt megosztotta az Igazságügyi Minisztériummal, 2022. február 9-én. Az FBI 2022. március 30-án kezdett nyomozásba az üggyel kapcsolatban és májusban egy vádesküdtszék beidézte a hiányzó dokumentumokat. Erre az elnök azt válaszolta, hogy június 3-ig visszajuttatja a hiányzó iratokat. Az FBI bizonyítékot szerzett arról, hogy ez nem történt meg és, hogy az elnök akár el is mozgathatta a dokumentumokat eredeti tárolási helyükről az idézés megszületése után.
Ezt követően 2022. augusztus 8-án az FBI razziát tartott a Mar-a-Lago rezidencián, ahol több, mint 13 ezer dokumentumot találtak, amiből 325 volt titkosítva. Trump kérte egy úgynevezett special master kinevezését az ügy kezelésére, de ezt rövid időn belül elutasították.
2022 novemberében az FBI nyomozását átvette Jack Smith különleges jogtanácsos, akit Merrick Garland nevezett ki.

## Folyamat

### Az első vádemelés
A vádemelést a vádesküdtszék 2023. június 8-án mutatta be, akkor még titkosítva. A harminchét vádpont főleg arra fókuszál, hogy a volt elnök tudatosan megtartott titkosított dokumentumokat elnöksége befejezte után, ezzel megszegve az 1917-es Kémtörvényt, illetve, hogy az elnök hazudott, megpróbálta akadályozni az igazságszolgáltatás folyamatait és összeesküvéssel kapcsolatban is vannak vádak Trump ellen.
A vádpontok (nem részletezve):
- 31 vádpont, amiért Trump magánál tartott és nem adott vissza nemzetbiztonsági dokumentumokat.
  - Ezen vádak mind más dokumentumokra vonatkoznak, a vádirat szerint szerepel bennük információ az ország atomfegyvereiről, külföldi haditervekről, támadásokról, illetve más országok atomfegyvereiről, terrorizmust támogató országokról, kommunikáció külföldi vezetőkkel és információ többek között a Fehér Házban naponta lefolytatott hírszerzési megbeszélésekről.
- 5 vádpont, amiért Trump nem volt hajlandó visszajuttatni és elrejtett dokumentumokat, ezekben a pontokban Waltine Nauta is vádlott.
- 2 vádpont, amiért Trump és Nauta hamis állításokat tett (egy-egy vád)

A vádirat szerint a Trump által megtartott dokumentumok információkat tároltak az Egyesült Államok és más országok honvédelmi és fegyveres képességeiről, az Egyesült Államok atomfegyvereiről, az ország és szövetségesei gyenge pontjairól és tervek ellentámadásokra esetleges háborús időszakokban.
A vádiratban szerepelnek fényképek, amiken látszik, hogy Trump titkosított dokumentumokat tartott egy bálteremben, egy fürdőszobában, egy irodában, saját hálószobájában és egy tárolóhelyiségben a Mar-a-Lago rezidencián.
Ezek mellett szerepelnek benne leírások egy hangfelvételről, amiben Trump hallható, ahogy titkosított haditerveket mutatott meg egy könyvkiadónak, egy írónak és személyzete két tagjának 2021 júliusában, azt mondva, hogy nem volt már képes dokumentum a titkosítottságát visszavonni (ezzel beismerve azt, amit korábban tagadott, hogy az iratok titkosítottságát nem vonta meg elnöksége vége előtt). Hírek szerint a haditerv célpontja Irán volt és a dokumentumot azért mutatta be, hogy bebizonyítsa, hogy Mark Milley tábornok igazságtalanul ábrázolta az elnököt a sajtónak.
Ezek mellett a vádirat része az is, hogy 2021 őszén Trump megmutatott egy titkosított térképet politikai bizottságának, akiknek nem volt engedélye azok megtekintésére. Ezek mellett azt is lehet benne olvasni, hogy Trump célja volt, hogy ne juttassa vissza a dokumentumokat, úgy is, hogy tudta, hogy kötelessége volt.

#### Vádak listája
Az alábbi listán szereplő első huszonegy dokumentum mind 2021. január 20. és 2022. augusztus 8. között volt az elnök tulajdonában engedély nélkül, míg az azt követő tíz pedig 2021. január 20. és 2022. június 3. között.
| Vádak listája | Vádak listája |
| Vád | Leírás |
| --- | --- |
| 1. Honvédelmi információ összegyűjtése, megosztása vagy elvesztése (Egyesült Államok Törvénykönyve, 18., §793e)  | 2018. május 3-i dátummal rendelkező dokumentum, ami a Top Secret/NOFORN/Special Handling dokumentum-kategóriába esett és más országokról tartalmazott információt egy Fehér Házban lefolytatott hírszerzési megbeszélésről. |
| 2. Honvédelmi információ összegyűjtése, megosztása vagy elvesztése (Egyesült Államok Törvénykönyve, 18., §793e)  | 2018. május 9-i dátummal rendelkező dokumentum, ami a Top Secret/SI/NOFORN/Special Handling dokumentum-kategóriába esett és más országokról tartalmazott információt egy Fehér Házban lefolytatott hírszerzési megbeszélésről. |
| 3. Honvédelmi információ összegyűjtése, megosztása vagy elvesztése (Egyesült Államok Törvénykönyve, 18., §793e)  | Nem dátumozott katonai dokumentum, ami a Top Secret/SI/NOFORN/FISA dokumentum-kategóriába esett és egy külföldi ország, illetve az Egyesült Államok haderejét taglalja, kézzel írt megjegyzésekkel. |
| 4. Honvédelmi információ összegyűjtése, megosztása vagy elvesztése (Egyesült Államok Törvénykönyve, 18., §793e)  | 2019. május 6-i dátummal rendelkező dokumentum, ami a Top Secret/Special Handling dokumentum-kategóriába esett és más országokról, beleértve hadseregeik terveiről tartalmazott információt egy Fehér Házban lefolytatott hírszerzési megbeszélésről. |
| 5. Honvédelmi információ összegyűjtése, megosztása vagy elvesztése (Egyesült Államok Törvénykönyve, 18., §793e)  | 2020. júniusi dátummal rendelkező dokumentum, ami a Top Secret/[információ titkosítva]/[információ titkosítva]/ORCON/NOFORN dokumentum-kategóriába esett és egy külföldi ország atomfegyvereiről tartalmazott információt. |
| 6. Honvédelmi információ összegyűjtése, megosztása vagy elvesztése (Egyesült Államok Törvénykönyve, 18., §793e)  | 2020. június 4-i dátummal rendelkező dokumentum, ami a Top Secret/Special Handling dokumentum-kategóriába esett és más országokról tartalmazott információt egy Fehér Házban lefolytatott hírszerzési megbeszélésről. |
| 7. Honvédelmi információ összegyűjtése, megosztása vagy elvesztése (Egyesült Államok Törvénykönyve, 18., §793e)  | 2018. október 21-i dátummal rendelkező dokumentum, ami a Secret/NOFORN dokumentum-kategóriába esett és egy külföldi államfővel történt kommunikációról tartalmazott információt. |
| 8. Honvédelmi információ összegyűjtése, megosztása vagy elvesztése (Egyesült Államok Törvénykönyve, 18., §793e)  | 2019. október 4-i dátummal rendelkező dokumentum, ami a Secret/REL to USA, FVEY dokumentum-kategóriába esett és egy külföldi ország haderejéről tartalmazott információt. |
| 9. Honvédelmi információ összegyűjtése, megosztása vagy elvesztése (Egyesült Államok Törvénykönyve, 18., §793e)  | Nem dátumozott katonai dokumentum, ami a Top Secret/[információ titkosítva]/[információ titkosítva]/ORCON/NOFORN/FISA dokumentum-kategóriába esett és egy külföldi ország katonai támadásairól tartalmazott információt. |
| 10. Honvédelmi információ összegyűjtése, megosztása vagy elvesztése (Egyesült Államok Törvénykönyve, 18., §793e) | 2017. novemberi dátummal rendelkező dokumentum, ami a Top Secret/TK/NOFORN dokumentum-kategóriába esett és egy külföldi ország haderejéről tartalmazott információt. |
| 11. Honvédelmi információ összegyűjtése, megosztása vagy elvesztése (Egyesült Államok Törvénykönyve, 18., §793e) | Nem dátumozott katonai dokumentum, ami egy dokumentumkategóriába se került bele és az Egyesült Államok katonai készenléti terveiről tartalmazott információt. |
| 12. Honvédelmi információ összegyűjtése, megosztása vagy elvesztése (Egyesült Államok Törvénykönyve, 18., §793e) | Nem dátumozott dokumentum részletei, ami a Secret/REL to USA, FVEY dokumentum-kategóriába esett és egy külföldi ország, illetve az Egyesült Államok potenciális regionális haderejéről tartalmazott információt. |
| 13. Honvédelmi információ összegyűjtése, megosztása vagy elvesztése (Egyesült Államok Törvénykönyve, 18., §793e) | Nem dátumozott dokumentum, ami a Top Secret/SI/TK/NOFORN dokumentum-kategóriába esett és egy külföldi ország haderejéről tartalmazott információt. |
| 14. Honvédelmi információ összegyűjtése, megosztása vagy elvesztése (Egyesült Államok Törvénykönyve, 18., §793e) | 2020. januári dátummal rendelkező dokumentum, ami a Secret/ORCON/NOFORN dokumentum-kategóriába esett és egy ország lehetőségeit taglalta, illetve hogy egyes döntéseinek milyen hatása lenne az Egyesült Államok érdekeltségeire. |
| 15. Honvédelmi információ összegyűjtése, megosztása vagy elvesztése (Egyesült Államok Törvénykönyve, 18., §793e) | 2020. februári dátummal rendelkező dokumentum, ami a Secret/ORCON/NOFORN dokumentum-kategóriába esett és egy külföldi országról tartalmazott információt. |
| 16. Honvédelmi információ összegyűjtése, megosztása vagy elvesztése (Egyesült Államok Törvénykönyve, 18., §793e) | 2019. decemberi dátummal rendelkező dokumentum, ami a Secret/ORCON/NOFORN dokumentum-kategóriába esett és egy külföldi országról tartalmazott információt és, hogy a megemlített ország terrorizmust támogat az Egyesült Államok ellen. |
| 17. Honvédelmi információ összegyűjtése, megosztása vagy elvesztése (Egyesült Államok Törvénykönyve, 18., §793e) | 2020. januári dátummal rendelkező dokumentum, ami a Top Secret/[információ titkosítva]/TK/ORCON/IMCON/NOFORN dokumentum-kategóriába esett és egy külföldi ország haderejéről tartalmazott információt. |
| 18. Honvédelmi információ összegyűjtése, megosztása vagy elvesztése (Egyesült Államok Törvénykönyve, 18., §793e) | 2020. márciusi dátummal rendelkező dokumentum, ami a Secret/NOFORN dokumentum-kategóriába esett és az Egyesült Államok elleni katonai műveletekről tartalmazott információt. |
| 19. Honvédelmi információ összegyűjtése, megosztása vagy elvesztése (Egyesült Államok Törvénykönyve, 18., §793e) | Nem dátumozott dokumentum, ami a Secret/Formerly Restricted Data dokumentum-kategóriába esett és az Egyesült Államok atomfegyvereiről tartalmazott információt. |
| 20. Honvédelmi információ összegyűjtése, megosztása vagy elvesztése (Egyesült Államok Törvénykönyve, 18., §793e) | Nem dátumozott dokumentum, ami a Top Secret/[információ titkosítva]/TK/ORCON/NOFORN dokumentum-kategóriába esett és egy külföldi ország ellen lefolytatott katonai hadművelet idővonalát írja le. |
| 21. Honvédelmi információ összegyűjtése, megosztása vagy elvesztése (Egyesült Államok Törvénykönyve, 18., §793e) | Nem dátumozott dokumentum, ami a Secret/NOFORN dokumentum-kategóriába esett és külföldi országok haderejéről tartalmazott információt. |
| 22. Honvédelmi információ összegyűjtése, megosztása vagy elvesztése (Egyesült Államok Törvénykönyve, 18., §793e) | 2019. augusztusi dátummal rendelkező dokumentum, ami a Top Secret/[információ titkosítva]/RSEN/ORCON/NOFORN dokumentum-kategóriába esett és egy külföldi ország regionális katonai műveleteiről tartalmazott információt. |
| 23. Honvédelmi információ összegyűjtése, megosztása vagy elvesztése (Egyesült Államok Törvénykönyve, 18., §793e) | 2019. augusztus 30-i dátummal rendelkező dokumentum, ami a Top Secret/Special Handling dokumentum-kategóriába esett és más országokról tartalmazott információt egy Fehér Házban lefolytatott hírszerzési megbeszélésről, kézzel írt megjegyzésekkel. |
| 24. Honvédelmi információ összegyűjtése, megosztása vagy elvesztése (Egyesült Államok Törvénykönyve, 18., §793e) | Nem dátumozott dokumentum, ami a Top Secret/HCS–P/SI/ORCON–USGOV/NOFORN dokumentum-kategóriába esett és egy külföldi ország katonai műveleteiről tartalmazott információt. |
| 25. Honvédelmi információ összegyűjtése, megosztása vagy elvesztése (Egyesült Államok Törvénykönyve, 18., §793e) | 2019. október 24-i dátummal rendelkező dokumentum, ami a Top Secret/HCS–P/SI/ORCON–USGOV/NOFORN dokumentum-kategóriába esett és az Egyesült Államok, illetve más országok katonai műveleteiről tartalmazott információt. |
| 26. Honvédelmi információ összegyűjtése, megosztása vagy elvesztése (Egyesült Államok Törvénykönyve, 18., §793e) | 2019. november 7-i dátummal rendelkező dokumentum, ami a Top Secret/[információ titkosítva]/ORCON/NOFORN/FISA dokumentum-kategóriába esett és az Egyesült Államok, illetve más országok katonai műveleteiről tartalmazott információt. |
| 27. Honvédelmi információ összegyűjtése, megosztása vagy elvesztése (Egyesült Államok Törvénykönyve, 18., §793e) | 2019. novemberi dátummal rendelkező dokumentum, ami a Top Secret/SI/TK/NOFORN dokumentum-kategóriába esett és külföldi országok katonai műveleteiről tartalmazott információt. |
| 28. Honvédelmi információ összegyűjtése, megosztása vagy elvesztése (Egyesült Államok Törvénykönyve, 18., §793e) | 2019. október 18-i dátummal rendelkező dokumentum, ami a Top Secret/Special Handling dokumentum-kategóriába esett és más országokról tartalmazott információt egy Fehér Házban lefolytatott hírszerzési megbeszélésről. |
| 29. Honvédelmi információ összegyűjtése, megosztása vagy elvesztése (Egyesült Államok Törvénykönyve, 18., §793e) | 2017. februári dátummal rendelkező dokumentum, ami a Top Secret/[információ titkosítva]/SI/TK/ORCON/NOFORN dokumentum-kategóriába esett és egy külföldi ország haderejéről tartalmazott információt. |
| 30. Honvédelmi információ összegyűjtése, megosztása vagy elvesztése (Egyesült Államok Törvénykönyve, 18., §793e) | 2019. október 15-i dátummal rendelkező dokumentum, ami a Top Secret/[információ titkosítva]/ORCON/NOFORN/FISA dokumentum-kategóriába esett és egy külföldi országban történő katonai aktivitásról tartalmazott információt. |
| 31. Honvédelmi információ összegyűjtése, megosztása vagy elvesztése (Egyesült Államok Törvénykönyve, 18., §793e) | 2017. februári dátummal rendelkező dokumentum, ami a Top Secret/SI/TK/NOFORN dokumentum-kategóriába esett és egy külföldi országban történő katonai aktivitásról tartalmazott információt. |
| 32. Összeesküvés az igazságszolgáltatás megakadályozására (Egyesült Államok Törvénykönyve, 18., §1512k)          | 2022. május 11-től 2022 augusztusáig Palm Beach megyében és máshol a két vádlott (Donald J. Trump és Waltine Nauta) együtt dolgozott, összeesküdött és megegyezett egymással (illetve másokkal, akikről a vádesküdtszék vagy tud vagy nem), hogy félrevezessen egy másik személyt és rávegyék, hogy tartson vissza hivatalos dokumentumokat egy eljárástól, ezzel megszegve az Egyesült Államok Törvénykönyvének 18 USC §1512 (b)(2)(A) és 18 USC §1512 (c)(1) cikkelyeit. Az összeesküvés célja Trump elnöksége során létrehozott dokumentumok elrejtése egy szövetségi vádesküdtszék elől. |
| 33. Egy dokumentum vagy irat visszatartása (Egyesült Államok Törvénykönyve, 18., §1512(b)(2)(A), 2)              | 2022. május 11-től 2022 augusztusáig Palm Beach megyében és máshol a két vádlott (Donald J. Trump és Waltine Nauta) együtt dolgozott, hogy félrevezessen egy másik személyt és rávegyék, hogy tartson vissza hivatalos dokumentumokat egy eljárástól. |
| 34. Egy dokumentum vagy irat korrupt elrejtése (Egyesült Államok Törvénykönyve, 18., §1512(c)(1), 2)             | 2022. május 11-től 2022 augusztusáig Palm Beach megyében és máshol a két vádlott (Donald J. Trump és Waltine Nauta) együtt dolgozott, hogy korrupt módon elrejtsen egy dokumentumot, azzal a céllal, hogy korlátozzák annak használatát egy hivatalos eljárásban. |
| 35. Egy dokumentum elrejtése egy szövetségi eljárás közben (Egyesült Államok Törvénykönyve, 18., §1519, 2)       | 2022. május 11-től 2022 augusztusáig Palm Beach megyében és máshol a két vádlott (Donald J. Trump és Waltine Nauta) együtt dolgozott, hogy elrejtsen, meghamisítson egy dokumentumot, hogy befolyásoljon egy nyomozást, amit az FBI folytatott. |
| 36. Tervezet egy dokumentum elrejtésére (Egyesült Államok Törvénykönyve, 18., §§1001(a)(1), 2)                   | 2022. május 11-től 2022 augusztusáig Palm Beach megyében és máshol a két vádlott (Donald J. Trump és Waltine Nauta) együtt dolgozott, hogy elrejtse egy nyomozás közben, hogy tulajdonában volt titkosított dokumentumoknak. |
| 37. Hamis állítások tétele (Egyesült Államok Törvénykönyve, 18., §§1001(a)(2), 2)                                | 2022. június 3-án Palm Beach megyében és máshol Donald J. Trump tudatosan hamis, koholt állítást tett, amit ügyvédjén keresztül juttatott el a vádesküdtszéknek. |
| 38. Hamis állítások tétele (Egyesült Államok Törvénykönyve, 18., §§1001(a)(2))                                   | 2022. június 3-án Palm Beach megyében és máshol Waltine Nauta tudatosan hamis, koholt állítást tett, egy FBI által lefolytatott interjú közben. |

### Yuscil Taveras
Trump és Nauta elleni vádemelések után kiküldtek egy szövetségi értesítést Yuscil Taverasnak, a Mar-a-Lago információs technológiai igazgatójának, hogy nyomozás kezdődött ellene. Eredetileg a férfi képviselője a Trump által több különböző ügyben is fizetett Stanley Woodward jogász volt. Taveras a férfi képviselete alatt tanúvallomást adott az esküdtszéknek. Július 5-én, miután megosztották vele, hogy a Trump által fizetett jogász összeférhetetlen tanúvallomásával, Taveras bejelentette, hogy ügyvédet vált. Ezt követően visszavonta vallomását és megosztott új információt a bírósággal, amiben elmondta, hogy tervben volt a biztonsági felvételek törlése, azzal a céllal, hogy védjék Trumpot. Ennek következtében született meg a második vádemelés, amiben Tavares ellen nem emeltek vádat, közreműködése miatt.

### A második vádemelés
Július 27-én beadtak javaslatot az eredeti vádirat megváltoztatására, amiben Carlos De Oliveira ellen is vádat emeltek, aki a Mar-a-Lago karbantartási igazgatója volt.
A vádak mindegyik személy ellen:
- Egy tárgy módosítása, elpusztítása, megrongálása vagy elrejtése (Egyesült Államok Törvénykönyve, 18., §1512(b)(2)(B))
- Egy dokumentum, egy felvétel vagy egy másik tárgy tudatos módosítása, elpusztítása, megrongálása vagy elrejtése (Egyesült Államok Törvénykönyve, 18., §1512(c)(1))

A vád Trump ellen:
- Honvédelmi információ összegyűjtése, megosztása vagy elvesztése (Egyesült Államok Törvénykönyve, 18., §793e): A dokumentum az az irat, amit 2021 júliusában mutogatott vendégeinek Iránról. Ezt később 2022 januárjában visszajuttatta a NARA-nak.[29][30]

### A bíró kiválasztása

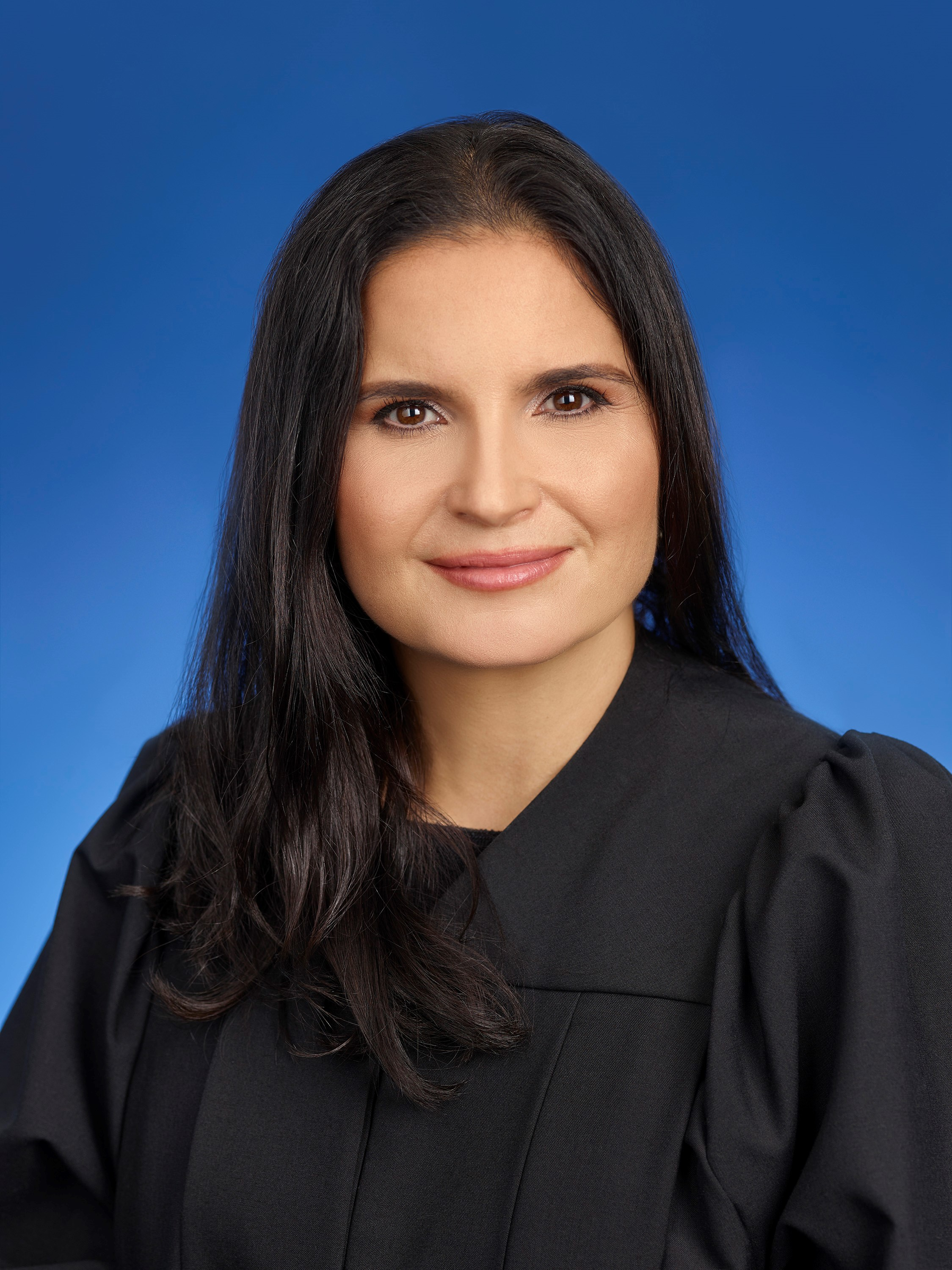
Aileen Cannon szövetségi bíró

Aileen Cannon szövetségi bíró, akit 2020-ban még Trump nevezett ki, bíráskodik az ügyben. Cannon korábban 2022-ben példátlanul sok Trump-párti döntést hozott, amik megnehezítették az FBI és Jack Smith nyomozását. Az ítéleteit kritizálták jogi szakértők és egy konzervatív tizenegyedik körzeti fellebbviteli bírósági bizottság felülírta a döntést, azt mondva, hogy „Nem írhatunk egy olyan szabályt, ami szerint bárki, aki ellen házkutatási engedélyt adtak ki, megakadályozhatja a szövetségi szervek nyomozását a házkutatás kivitelezése után. És egy olyan szabályt se írhatunk, ami ezt csak volt elnököknek engedi meg.”

### Vád alá helyezés

#### Trump
A vádemelés napján Trump két ügyvédje is lemondott, ennek következtében a vád alá helyezés napján, június 13-án Todd Blanche képviselte, aki a New York-i ügyben is védi. A márciusi esethez hasonlóan Trumpot letartóztatták.
Trump egy nappal a vád alá helyezés előtt érkezett meg Miamiba és a dorali golfklubjában vacsorázott ügyvédjével, Christopher Kise-szal, Nautával és ügyvédjével, illetve Tom Fitton szélsőjobboldali aktivistával. A vád alá helyezés során Trump tagadta a vádakat, elengedték. A volt elnök tagadta bűnösségét, felszólították rá, hogy ne lépjen kapcsolatba más szemtanúkkal a per végéig.
Augusztus 4-én Trump tagadta bűnösségét a júliusban beadott újabb vádpontokban is, bejelentette, hogy nem fog személyesen megjelenni a második vád alá helyezésre. Augusztus 10-én fogadta el a bíróság a dokumentumot.

#### Nauta
Június 13-án Nauta megjelent a bíróság előtt, de nem tudták vád alá helyezni, mert ügyvédjének nem volt engedélye, hogy Floridában dolgozzon. Július 6-án, miután ügyvédet váltott, tagadta bűnösségét. Augusztus 10-én ismét megjelent a bíróság előtt és az újabb vádpontokat is tagadta.

#### De Oliveira
De Oliveira július 31-én megjelent a bíróságon és elengedték 100 ezer dolláros óvadékért. John Irving képviselte, kinek cégének Trump 200 ezer dollárt fizetett. Az ő vád alá helyezését Nautához hasonló okokból elhalasztották, augusztus 15-ig.

### A tárgyalás előtti folyamatok

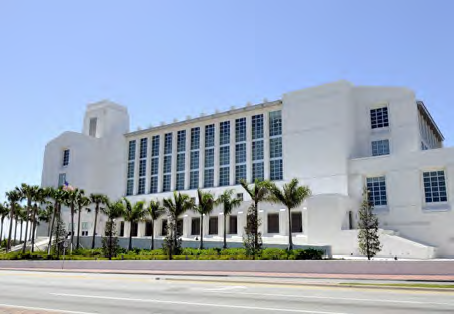
A tárgyalás előtti folyamatokat az Alto Lee Adams Bíróságon tartották

A tárgyalás során fel fogják használni a Classified Information Procedures Act törvényt, ami szerint a kormány megoszthat titkosított dokumentumokat a vádlott ügyvédeivel a per keretei között. Június 19-én a bíró az Igazságügyi Minisztérium kérésére döntést hozott, ami szerint Trump csak úgy tekinthette meg a dokumentumokat, ha ügyvédjei vele voltak és megtiltotta, hogy a bizonyítékokról beszéljen a nyilvánosság előtt.

#### 2023
Június harmadik hetében a kormány elkezdett megosztani titkosított dokumentumokat az ügyvédekkel a folyamat részeként. Ezek közé tartoznak interjúk, felvételek Mar-a-Lagóból, illetve tanúvallomások. A kormány által megosztott dokumentumok összességében legalább 833 450 oldalnyi anyagnak feleltek meg, amiből a legfontosabb bizonyítékok nagyjából 4500 oldalt tettek ki.
Július 18-án Trump és Nauta ügyvédei megjelentek az első tárgyalás előtti konferencián, miközben Trump Iowában kampányolt, Sean Hannity műsorvezetővel. Néhány nappal később a bíró egy újabb dátumot jelölt ki a következő tárgyalás előtti meghallgatásra (2024. május 14).
Augusztus 22-én az államügyészek beadtak egy kérvényt, azt kérve, hogy Stanley Woodward ne kérdezhesse ki Taverast, aki korábban ügyfele volt, összeférhetetlenség okával. Október 12-én Cannon arról panaszkodott, hogy az ügyészek felhoztak újabb vitapontokat, amikről esetleg újabb meghallgatást kellene tartani.
Egy augusztus 25-ről szeptember 12-re elhalasztott meghallgatáson Cannon megtiltotta Trumpot, hogy titkosított bizonyítékokkal kapcsolatban megszólaljon. Novemberi hírek szerint Trump hálószobájának takarítóit is tervezték behívni tanúként.

#### 2024
Február 6-án Cannon úgy döntött, hogy a tanúk neve nyilvánosságra hozható, mivel a kormány nem magyarázta meg, hogy miért fél a tanúk megfélemlítésétől. Két nappal később a kormány felkérte, hogy ezt gondolja meg újra. Április 9-én Cannon megváltoztatta eredeti döntését, de elutasította a vallomások titkosítását. Hat nappal később Trump részt vett egy meghallgatáson, amin arról döntött a bíró, hogy az ügyészek visszatarthatnak-e dokumentumokat az ügyvédektől. A meghallgatást zárt ajtók mögött tartották, egy érzékeny információs szobában (SCIF).
Február 22-én Trump ügyvédei több kérvényt is beadtak, az ügy elvetésének céljával. Március 14-én Cannon meghallgatást tartott a kérelmekről és azonnal elutasította az egyiket, ami azon alapult, hogy a kémtörvény megfogalmazása nem volt egyértelmű, bár elfogadta, hogy azt esetlek vitapontként fel lehet hozni a tárgyalás során. A második kérvény azon az elképzelésen alapul, hogy egy elnök bármilyen dokumentumot megtarthat, amit akar. Április 4-én ezt is elutasította a bíró, azt mondva, hogy a Presidential Records Act törvény erre nem adott elég alapot.
Május 6-án Cannon elhalasztott egy fontos határidőt, amit eredetileg május 9-re tett és a kérvények beadásával volt kapcsolatban. Ezt azt követően tette meg, hogy az ügyészek beismerték, hogy összekeverték a dokumentumokat a dobozaikon belül: „biztosítottuk, hogy egy dokumentum se kerüljön egyik dobozból a másikba, de az nem volt fontos szempont számunkra, hogy a sorrendjük fennmaradjon.” Todd Blanche, Trump egyik ügyvédje azt mondta, hogy ez egy etikai szabálysértés volt.
Május 7-én Cannon eltörölte a május 20-i időpontot a tárgyalás megkezdésére, azt mondva, hogy a folyamat megkezdése túl korai lenne, mielőtt az egyéb kapcsolatos meghallgatásokat lefolytatták volna. Május 22-re és június 21-re helyezett két időpontot, amiben meghallgatta volna az ügyvédek két további javaslatát az ügy elvetésére.
A május 22-i meghallgatáson Nauta kérelmét hallgatták meg, „ügyészi bosszúállás” miatt, illetve Trump és a másik vádlottak közös beadványát a vádirattal kapcsolatos problémákról. Stanley Woodward azzal vádolta Jay Bratt ügyészt, hogy a férfi egyszer megjegyezte, hogy Brattet jelölték egy bírói posztra, lényegében fenyegetve őt azzal, hogy a pozíciót nem fogja megkapni, ha Nauta nem működik együtt. David Harbach ügyész kiemelte, hogy Woodward a 2022. augusztusi megbeszélés eseményeit nem jelentette hónapokkal későbbig, amikor a vádak szerint a fenyegetés megtörtént. A meghallgatás előtt kiadtak korábban titkosított dokumentumokat, amiben látni lehetett, hogy egy szövetségi bíró szerint volt arra bizonyíték, hogy Trump akadályozta az igazságszolgáltatást, megadva a lehetőséget a nyomozóknak, hogy megszerezzenek olyan információt, ami egyébként védett lett volna az ügyvédi titoktartási kivétel alatt. A bíró arra hivatkozott, hogy Trump ügyvédei találtak további dokumentumokat a volt elnök szobájában.
Május 24-én Jack Smith irodája arra kérte Cannont, hogy tiltsa meg Trumpot, hogy a hatóságok tevékenységeiről továbbra is hamisan beszélhessen. Három nappal korábban Trump kijelentette, hogy Joe Biden készen állt megöletni őt az FBI-razzia közben. Trump a vádban arra a megszokott amerikai hatósági eljárásmódra hivatkozott, ami az FBI dokumentumain is szerepelt, ami „életveszélyes vagy komoly sérülés veszélye esetén” halálos fegyver használatát engedélyezte a kiérkező ügynökök számára. Az FBI biztosította, hogy Trump nem lesz az épületben a kutatás idején és idő előtt jelezte a csapatok kiérkezését a titkosszolgálatnak. Május 27-én Trump ügyvédjei azt nyilatkozták, hogy ez a végzés „szokatlan, példátlan és alkotmányellenes cenzúra” lenne, illetve a kormány „rosszhiszeműségét” mutatta. Május 28-án Cannon megtagadta a kérvényt, mert szerinte az ügyészek nem adtak elég időt Trump ügyvédeinek.

## Reakciók

### Trump
A vádemelés után Trump és szövetségesei újrakezdték szóbeli támadásaikat az FBI, az Igazságügyi Minisztérium és szövetségi bírók elleni, akiket Trump beszédjében a Georgiai Republikánus Párt eseményén „gyávának,” „fasiszták és bűnözőknek,” illetve „baljós hatalomnak” nevezett.

### Republikánusok
Több republikánus képviselő is azt írta, alaptalanul, hogy Trumpot célba vette a kormány által fegyverként használt Igazságügyi Minisztérium. Ezek a reakciók hasonlítottak azokra, amiket az első vádemelés után lehetett hallani, 2023 márciusában. A képviselőkhöz hasonlóan maga Trump is hangoztatta ezeket a vádakat. Azon képviselők és szenátorok között voltak, akik Trumpot támogatták, például Kevin McCarthy, Steve Scalise, Elise Stefanik és J. D. Vance.
Mindezek ellenére a párt szenátusi vezetése, mint Mitch McConnell és John Thune, nem szólalt meg az üggyel kapcsolatban. Mitt Romney, Utah szenátora azt nyilatkozta egy közleményben, hogy az elnök „Magának köszönheti ezeket a vádakat, hiszen nem volt hajlandó visszaadni a dokumentumokat, annak ellenére, hogy több lehetőséget is kapott rá.” Trump republikánus kritikusai közül Adam Kinzinger képviselő azt írta, hogy „Ma az igazság győzött. Senki se áll a törvény felett. A volt elnök egy fair tárgyaláson fog átesni. A volt elnököt felelősségre fogják vonni.” Asa Hutchinson, republikánus elnökjelölt, felszólította Trumpot, hogy lépjen vissza a választástól. William Barr, korábbi főügyész azt nyilatkozta, hogy ebben az esetben Trump „egyértelműen nem az áldozat.”

### Demokraták
A demokrata kongresszusi vezetés (Chuck Schumer szenátusi többségi vezető és Hakeem Jeffries demokrata képviselőházi frakcióvezető) kiadott egy közleményt, amiben arra bíztatták Trump híveit, hogy ne akadályozzák az ügy békés lefolyását. Biden nem volt hajlandó megszólalni az eljárással kapcsolatban.

## Fordítás
Ez a szócikk részben vagy egészben  a   Federal prosecution of Donald Trump című angol Wikipédia-szócikk ezen változatának fordításán alapul.  Az eredeti cikk szerkesztőit annak laptörténete sorolja fel. Ez a jelzés csupán a megfogalmazás eredetét és a szerzői jogokat jelzi, nem szolgál a cikkben szereplő információk forrásmegjelöléseként.